# 19531 Charton
19531 Charton (1999 GM32) là một tiểu hành tinh vành đai chính được phát hiện ngày 7 tháng 4 năm 1999 bởi nhóm nghiên cứu tiểu hành tinh gần Trái Đất phòng thí nghiệm Lincoln ở Socorro.